# Partij van de Arbeid
Die Partij van de Arbeid (PvdA; ausgesprochen [pɑrtɛi vɑn də ɑrbɛit]), deutsch Partei der Arbeit, ist eine niederländische politische Partei sozialdemokratischer Ausrichtung, die seit ihrer Gründung 1946 ununterbrochen in der Zweiten Kammer vertreten ist. Sie führt die Tradition der 1894 gegründeten Sociaal-Democratische Arbeiderspartij fort.
Hinsichtlich der Mitgliederzahl liegt die Partei hinter dem Forum voor Democratie auf dem zweiten Rang. Nach dem Zweiten Weltkrieg stellte sie viermal den Ministerpräsidenten.
Bei der Parlamentswahl 2017 erhielt sie mit 5,70 % der Stimmen das bis dahin schlechteste Ergebnis ihrer Geschichte. Seitdem sind ihre Ergebnisse auf nationaler Ebene relativ konstant. Am 13. Juni 2023 bildeten die PvdA und GroenLinks (GL) eine Fraktion in der Ersten Kammer sowie am 27. Oktober 2023 eine Fraktion in der Zweiten Kammer mit den Namen GroenLinks-PvdA (GL-PvdA). Bei der Parlamentswahl 2023 erhielt diese gemeinsame Liste 15,8 %.

## Geschichte

### Sociaal Democratische Arbeiders Partij

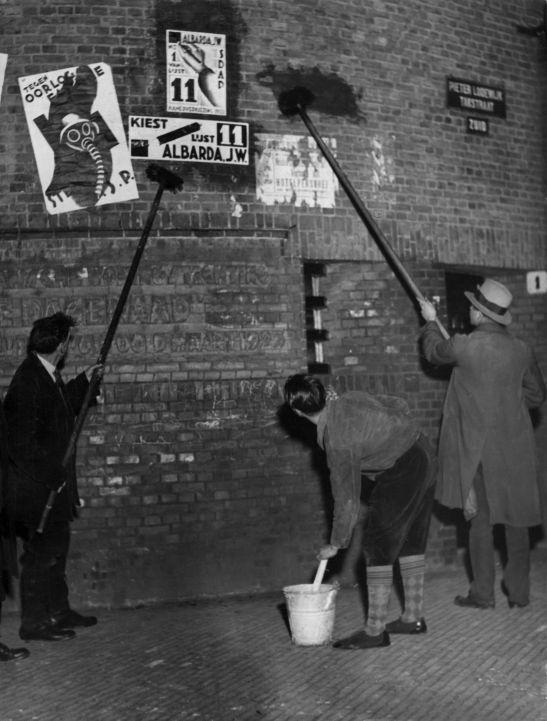
Wahlhelfer der SDAP kleben Plakate an (1933)

Vor dem Zweiten Weltkrieg dominierte im linken Lager die Sociaal Democratische Arbeiders Partij (SDAP), die 1894 gegründet worden war.
Sie entwickelte sich weniger schlagkräftig als die deutsche SPD. Als Gründe wurden angeführt, dass die Partei in Konkurrenz zur Sociaal-Democratische Bond (SDB) stand, einer Partei, die sich unter Ferdinand Domela Nieuwenhuis dem Anarchismus zuwandte; dass die Industrialisierung in den Niederlanden langsamer voranschritt; dass das Wahlrecht lange Zeit ärmere Bevölkerungsschichten ausschloss.
1909 trennte sich die radikalmarxistische Sociaal-Democratische Partij (SDP) von der SDAP.
Ein Mitbegründer und führender Politiker der SDAP war Henri van Kol, der durch sein Rededuell mit Karl Kautsky auf dem Internationalen Sozialistenkongress in Stuttgart 1907 von sich reden machte. Kautsky wollte eine Ablehnung der europäischen Kolonialpolitik durchsetzen, was Van Kol zu verhindern suchte (die Niederlande waren eine bedeutende Kolonialmacht).
Zu den bekanntesten Anführern der SDAP zählte Jelles Troelstra. Er strebte 1919 die Revolution nach russischem und deutschem Vorbild an. Die Revolution misslang jedoch; die Bevölkerung blieb der Monarchie treu. Die SDAP arbeitete parlamentarisch weiter, wurde aber von den anderen Parteien boykottiert. 1939 gelangte sie in das Kabinett Gerbrandy. Am 10. Mai 1940 überfiel die Wehrmacht die BeNeLux-Staaten. Die Niederlande kapitulierten am 14. Mai 1940 und waren bis 1945 besetzt.
Die Besetzer stellten die SDAP 1940 unter Aufsicht und verboten sie kurz darauf.

### Neugründung als PvdA 1946

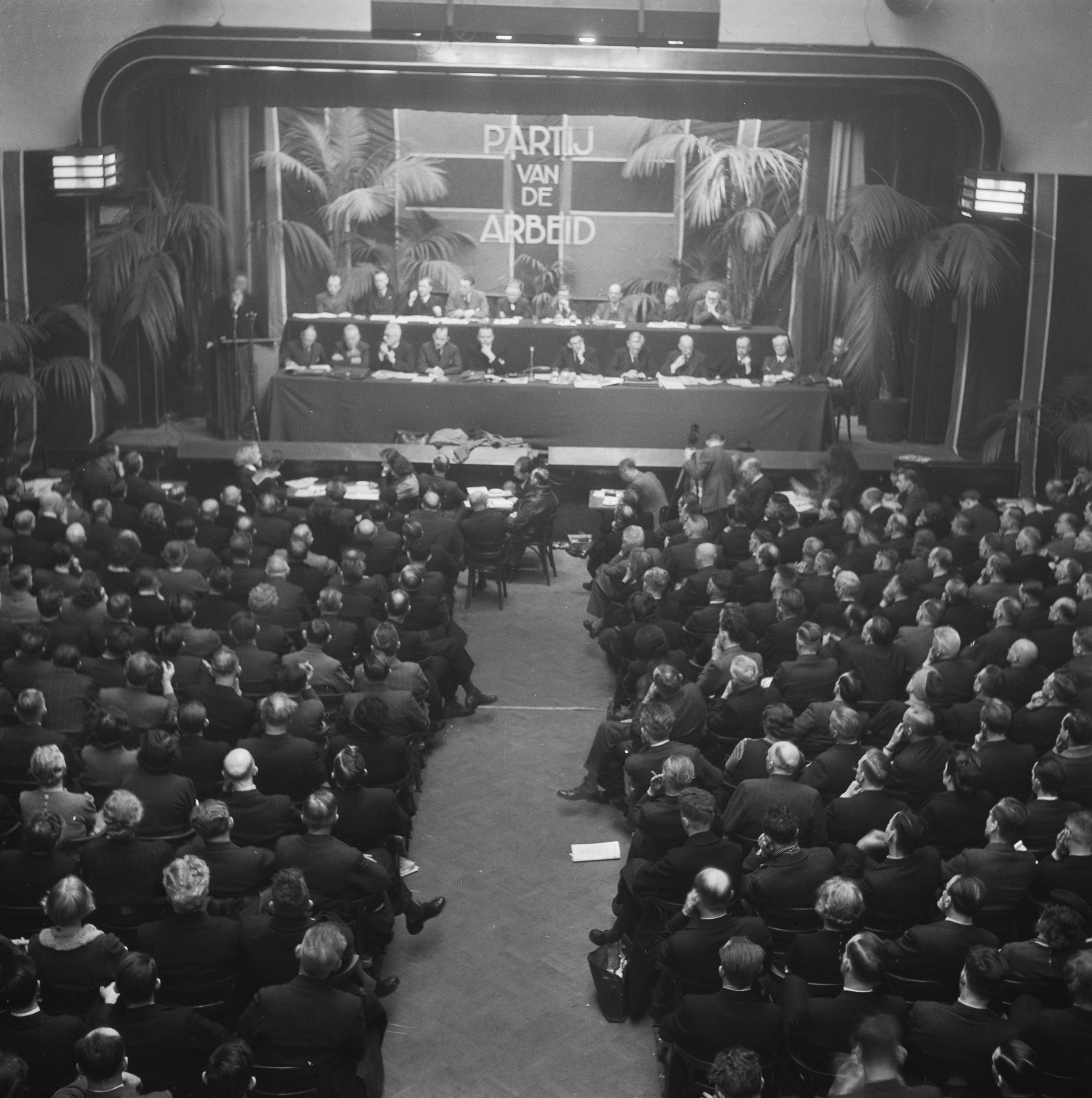
Gründungsversammlung der PvdA im Februar 1946

Nach der Befreiung wurde die Gründung einer großen linken Volkspartei angestrebt. Aus der Erfahrung des Krieges und des Widerstands gegen die deutsche Besatzung war die Idee eines doorbraak („Durchbruchs“) der bisherigen politischen Lager und gesellschaftlichen „Säulen“ – Sozialisten, Liberale und nochmals nach Konfessionen getrennte Christdemokraten – entstanden. Am 9. Februar 1946 entstand die PvdA aus dem Zusammenschluss dreier Parteien – der SDAP, dem linksliberalen Freisinnigen Demokratischen Bund (VDB) und der links-protestantischen Christlich-Demokratischen Union (CDU) – sowie einzelner linksorientierter Katholiken.
Obgleich die neue Partei auch Unterstützung aus dem Lager ehemaliger Widerstandskämpfer wie dem katholischen Christofoor und protestantischen Bewegungen bekam, stand sie erkennbar in der Tradition der SDAP. Dogmen des „Vorkriegssozialismus“ wurden freilich nach und nach aus dem Parteiprogramm entfernt. Ein Großteil der Freisinnigen (ehemalige VDB-Mitglieder) unter Führung des Rotterdamer Bürgermeisters Pieter Oud war mit der Dominanz der Sozialdemokraten bald unzufrieden und verließ die PvdA schon 1947 wieder. Sie bildeten vorübergehend das Comité-Oud, das sich Anfang 1948 mit den Rechtsliberalen (PvdV) zur Volkspartij voor Vrijheid en Democratie (VVD) zusammenschloss. Auch die meisten der sozial orientierten Christdemokraten, die zunächst mit der Idee des doorbraak sympathisiert hatten, fürchteten die Vorherrschaft der Sozialdemokraten in der PvdA und blieben stattdessen je nach Konfession in der KVP (katholisch) bzw. ARP (calvinistisch). 
So stützte sich die PvdA wie schon zuvor die SDAP im Wesentlichen auf die „sozialistische Säule“ der niederländischen Gesellschaft, die – parallel zur katholischen und calvinistischen „Säule“ – eigene Bildungs-, Freizeit- und Sozialeinrichtungen, Zeitungen und die Rundfunkanstalt VARA betrieb. Eine große Nähe bestand außerdem zwischen der PvdA und dem sozialdemokratisch ausgerichteten Gewerkschaftsbund NVV (christlich orientierte Arbeiter hatten jeweils eigene Gewerkschaften). Aus diesem eng vernetzten sozialdemokratischen Milieu erwuchs eine hochgradige Parteibindung und treue Stammwählerschaft.

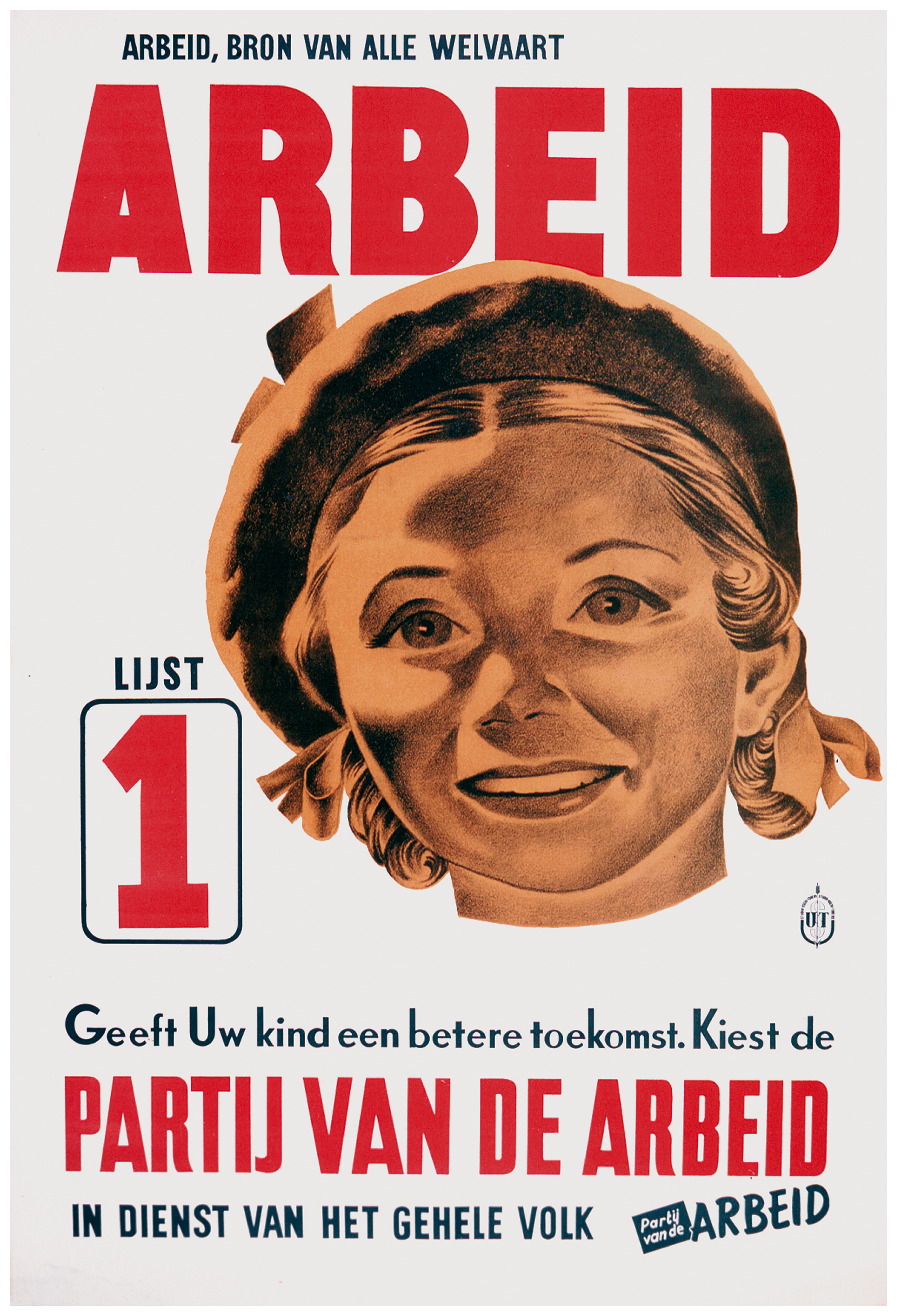
Wahlplakat der PvdA 1946

Bei der ersten Nachkriegswahl im Mai 1946 erhielt die PvdA 28,3 Prozent der Stimmen und 29 der damals 100 Sitze in der Zweiten Kammer. Dies war zwar mehr als die SDAP allein je bekommen hatte, aber weniger als die Summe der drei Vorgängerparteien SDAP, VDB und CDU bei der letzten Vorkriegswahl 1937 sowie weniger als die Katholische Volkspartei, welche die stärkste Kraft blieb. Anschließend koalierten KVP und PvdA im „römisch-roten“ Kabinett Beel I. Von 1948 bis 1958 stellte die Arbeitspartei mit Willem Drees selbst den Ministerpräsidenten. Seinen Kabinetten gehörten neben der PvdA die christlichen Parteien KVP und CHU, bis 1952 außerdem die liberale VVD, danach stattdessen die calvinistische ARP an. 
In der Zeit des aufbrechenden Kalten Kriegs stellte sich die niederländische Sozialdemokratie klar auf die Seite des westlichen Lagers. Ihr außenpolitischer Sprecher Jacques der Kadt sagte, „dass unser erster und schärfster Feind nicht der Kapitalismus ist, sondern der Kommunismus“. Der Flügel, der die NATO-Mitgliedschaft, pro-amerikanische Außenpolitik und Aufrüstung ablehnte, verließ die Partei und bildete 1957 zusammen mit Moskau-kritischen Kommunisten die Pacifistisch Socialistische Partij (PSP). Zudem setzte sich die PvdA für die europäische Integration ein. Deren Ausgestaltung war aber innerhalb der Partei umstritten: Während etwa der Landwirtschaftsminister und spätere EWG-Kommissar Sicco Mansholt Anhänger eines föderalen Europa war, bevorzugte Ministerpräsident Drees eine Zusammenarbeit auf Ebene der nationalen Regierungen.
Von 1958 bis 1965 stand die PvdA in Opposition zu christlich-liberalen Koalitionsregierungen. Ab April 1965 gab es nochmal eine Neuauflage der christlich-sozialdemokratischen Koalition unter Jo Cals (KVP). Diese endete im Oktober 1966 in der sogenannten Nacht van Schmelzer: Obwohl sie selbst den Ministerpräsidenten stellte, stimmte die KVP-Fraktion in der Zweiten Kammer unter ihrem Vorsitzenden Norbert Schmelzer gegen den Haushaltsentwurf der Regierung und entzog dieser so faktisch das Vertrauen. Anschließend herrschte ein tiefes Misstrauen zwischen den Sozialdemokraten und der KVP. Die Arbeitspartei war während der folgenden sechs Jahre wieder in der Opposition.

### Ära Joop den Uyl 1966–86

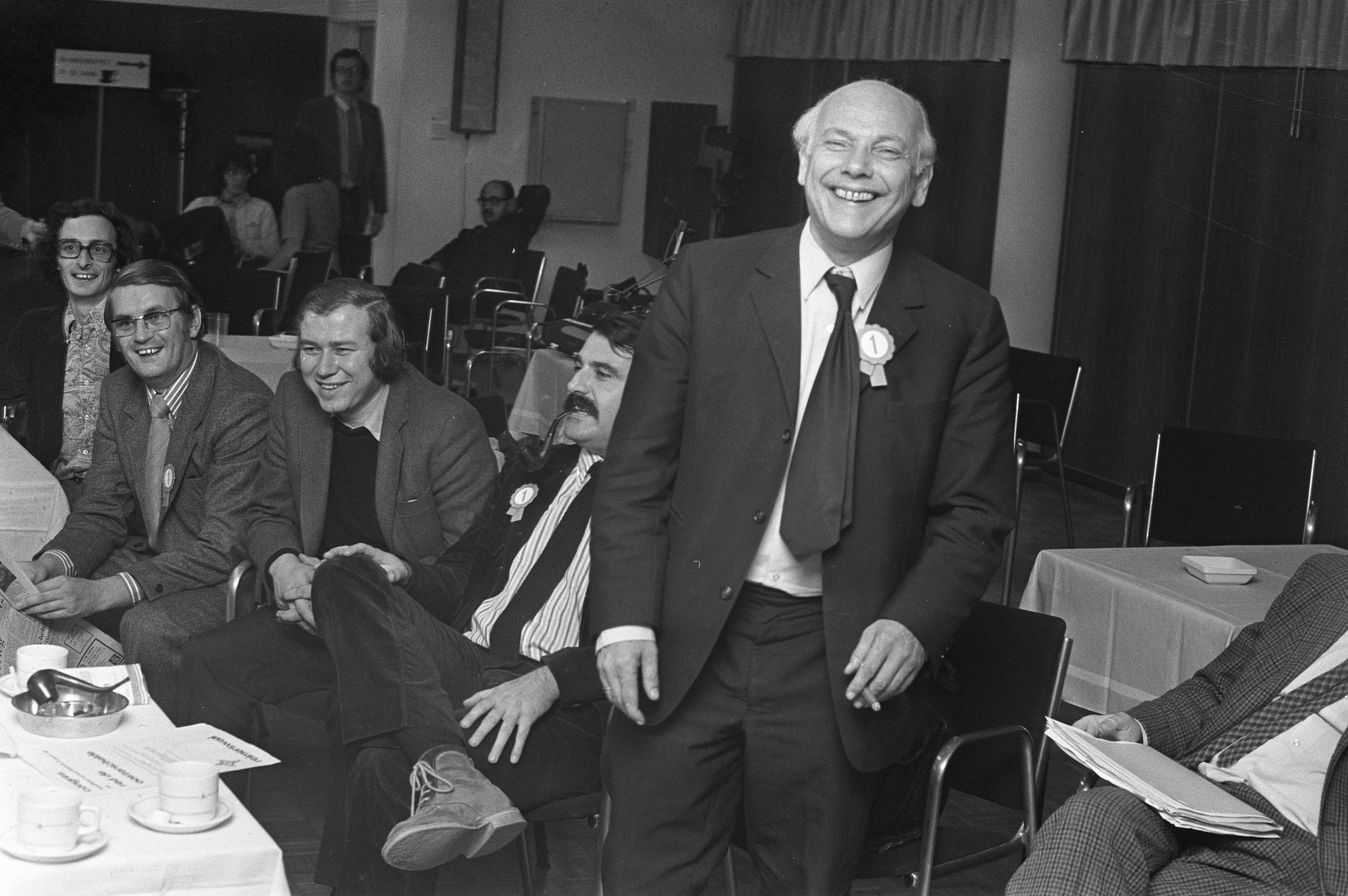
Joop den Uyl beim Wahlparteitag 1972

Spitzenkandidat (lijsttrekker), Fraktionsvorsitzender in der Zweiten Kammer und damit politischer Leiter (partijleider) der PvdA (nicht aber ihr administrativer Parteivorsitzender) war ab Ende 1966 Joop den Uyl. In den folgenden Jahren gewann die innerparteiliche Strömung Neue Linke (Nieuw Links) an Einfluss, die für Feminismus, Dritte-Welt-Problematik und gesellschaftliche Reformen offen war und die DDR frühzeitig anerkennen wollte. In Gegnerschaft zu diesem Linkskurs spalteten sich 1970 die eher zur Mitte tendierenden Democratisch Socialisten ’70 von der PvdA ab, die zwei Wahlperioden lang recht erfolgreich waren. Im Vorfeld der Parlamentswahl 1972 verabredete die PvdA mit den neuen progressiven Parteien Democraten 66 und PPR (eine linke Abspaltung von den Christdemokraten)  eine gemeinsame Wahlplattform unter der Bezeichnung Keerpunt '72. Die drei Parteien bildeten zudem – in den Niederlanden zuvor unüblich – ein Schattenkabinett nach britischem Vorbild mit Joop den Uyl an der Spitze. 
Nach außergewöhnlich langen Verhandlungen zur Regierungsbildung wurde den Uyl im Mai 1973 zum Ministerpräsidenten ernannt. Er stand einem Kabinett vor, dem neben den drei Koalitionsparteien PvdA, D66 und PPR auch Minister der christlichen Parteien KVP und ARP angehörten. Diese waren aber offiziell nicht Teil der Koalitionsvereinbarung, sondern tolerierten diese nur. Das komplizierte Bündnis zerbrach im Frühjahr 1977. Den Uyls linksorientierte Politik wurde anschließend zwar mit deutlichen Zugewinnen für die PvdA an der Wahlurne belohnt, die mit 53 Mandaten das stärkste Ergebnis ihrer Geschichte einfuhr. Die Christdemokraten wollten sich aber nicht mehr an einem Kabinett beteiligen, das von der Neuen Linken innerhalb der PvdA dominiert sein würde. So folgten wieder elf Jahre der Opposition gegen Koalitionen aus Christdemokraten und Liberalen, nur unterbrochen von einer halbjährigen Regierungsbeteiligung der PvdA als Juniorpartner 1981/82.

### Ära Wim Kok 1986–2002
Längere Regierungsverantwortung trug die Partei wieder seit 1989, in einer Koalition unter dem Christdemokraten Ruud Lubbers. Diese Regierungsbeteiligung des pragmatischen Finanzministers Wim Kok wurde ihm vom Parteiveteranen den Uyl (1919–1987) sehr übel genommen. 1994 gelang es der PvdA erstmals, eine Regierung ohne die Christdemokraten zustande zu bringen. Das „lila“ Kabinett unter Wim Kok aus Sozialdemokraten, Rechts- und Sozialliberalen führte Reformen rechtspolitischer Art durch (Sterbehilfe, Homoehe usw.) und schien auch wirtschaftspolitisch erfolgreich zu sein. Die Wahl am 6. Mai 1998 bestätigte die Regierung. Die PvdA erhielt 28,98 % der Stimmen (plus 5,01 Prozentpunkte) und wurde erneut stärkste Partei (vor der VVD, die 24,69 % erhielt).

### Opposition ab 2002 und erneute Regierungsteilnahme 2007–10

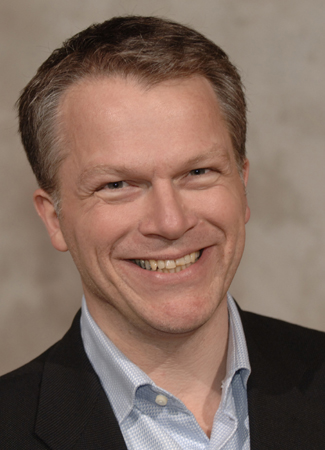
Wouter Bos, politischer Leiter der PvdA 2002–2010, Finanzminister 2007–2010

Bei der Wahl 2002 stürzte die PvdA dramatisch ab; sie erhielt 15,11 % der Stimmen. Vor allem der Siegeszug von Pim Fortuyn hatte dazu geführt, aber auch die Regenerierung der Christdemokraten und der Rücktritt des Kabinetts wegen eines Berichts über ihr Verhalten während des Massakers von Srebrenica. Koks „Kronprinz“, der wenig charismatische Sozialminister Ad Melkert, konnte nicht überzeugen. Hinzu kamen negative Aspekte der Sozialpolitik des sozialliberalen Kabinetts, mit einer Debatte über den Kombilohn und die vielen arbeitsunfähig Geschriebenen. Die Opposition erhob den Vorwurf einer riesigen versteckten Arbeitslosigkeit.
2003 erholte sich die PvdA unter der Führung von Wouter Bos. Bei der Parlamentswahl im November 2006 erhielt sie 21,19 % der Stimmen (minus 6,07 Prozentpunkte). Von Februar 2007 bis Oktober 2010 war die PvdA Juniorpartner im Kabinett Balkenende IV unter Jan Peter Balkenende. Zu den größten Sorgen der Partei gehörten in den 2000er Jahren die Erfolge der Socialistische Partij: Noch in den 1990ern war sie eine Splitterpartei, 2007 wurde sie mit 16,6 Prozent drittstärkste Partei – auf Kosten der Grünen, vor allem aber der PvdA.

### 2010–2023: Wechsel zwischen Opposition und Regierung
Seit dem Koalitionsbruch im Februar 2010 befand sich die PvdA wieder in der Opposition. Am 12. März 2010 gab der ehemalige Finanzminister Wouter Bos seinen Rückzug aus der Politik bekannt. Als Kandidat für die Parteiführerschaft trat Job Cohen auf, der deswegen am selben Tag als Bürgermeister von Amsterdam zurücktrat. Bei der Wahl im Juni 2010 erlitt die Partei leichte Verluste, wurde jedoch nach der VVD knapp zweitstärkste Kraft in der Zweiten Kammer. Während der ersten Regierung Rutte (VVD, CDA, mit parlamentarischer Unterstützung durch die PVV), von 2010 bis 2012, blieb die PvdA in der Opposition. Am Ende dieser Periode trat Job Cohen als Parteiführer zurück; er wurde ersetzt durch Diederik Samsom, der in einer Urwahl von den Mitgliedern gewählt wurde. 
Bei der vorgezogenen Wahl im September 2012 steigerte sich die PvdA unter dem Spitzenkandidaten Samsom auf 24,8 % der Stimmen (plus 5,2 Prozentpunkte) und 38 Mandate. Noch stärker gewann Ruttes VVD hinzu, die auf 41 Mandate kam. Nach einer vergleichsweise kurzen Regierungsbildungsphase von 54 Tagen schlossen die beiden stärksten Parteien eine „Große Koalition“, das Kabinett Rutte II, in dem Lodewijk Asscher von der PvdA das Amt des Vizepremiers sowie Arbeits- und Sozialministers übernahm. Diese Regierung wurde vor allem wegen ihrer strengen Sparmaßnahmen von den Mitgliedern und Wählern stark kritisiert. 
Im Herbst 2016 wurde Asscher zum Spitzenkandidaten für die Parlamentswahl am 15. März 2017 gewählt; Diederik Samsom trat aus der Tweede-Kamer-Fraktion zurück. Bei dieser Wahl stürzte die PvdA auf ein historisch tiefes Wahlergebnis ab: sie erhielt nur 5,7 Prozent der Stimmen und 9 Mandate in der Zweiten Kammer. Vier Jahre später, mit Lilianne Ploumen als Spitzenkandidatin, verharrte die Partei auf demselben Stand. 

### GroenLinks-PvdA seit 2023
Nach der Wahl zur Ersten Kammer im Mai 2023 bildeten die jeweils sieben Senatoren von PvdA und GroenLinks eine gemeinsame Fraktion. Die beiden Parteien vereinbarten auch ein Wahlbündnis für die nach dem Bruch der Regierung Rutte IV vorgezogene Wahl der Zweiten Kammer im November desselben Jahres. In beiden Parteien wurde ein Mitgliederentscheid über das Bündnis abgehalten: 87,9 Prozent der teilnehmenden PvdA-Mitglieder stimmten dafür, bei GroenLinks waren es 91,8 Prozent. Zum Spitzenkandidaten wurde der bisherige EU-Kommissar Frans Timmermans bestimmt. Zusammen steigerten sich GroenLinks-PvdA bei dieser Wahl auf 15,8 Prozent der Stimmen (ein Plus von fast 5 Prozentpunkten gegenüber der Summe beider Parteien bei der vorherigen Wahl) und 25 Sitze, von denen 12 von PvdA-Mitgliedern besetzt wurden. Seither bilden GroenLinks-PvdA die stärkste Oppositionsfraktion gegen die rechte Regierung Schoof, deren Ministerpräsident Dick Schoof bis 2020 ein Mitglied der PvdA gewesen war.

## Parteiführung

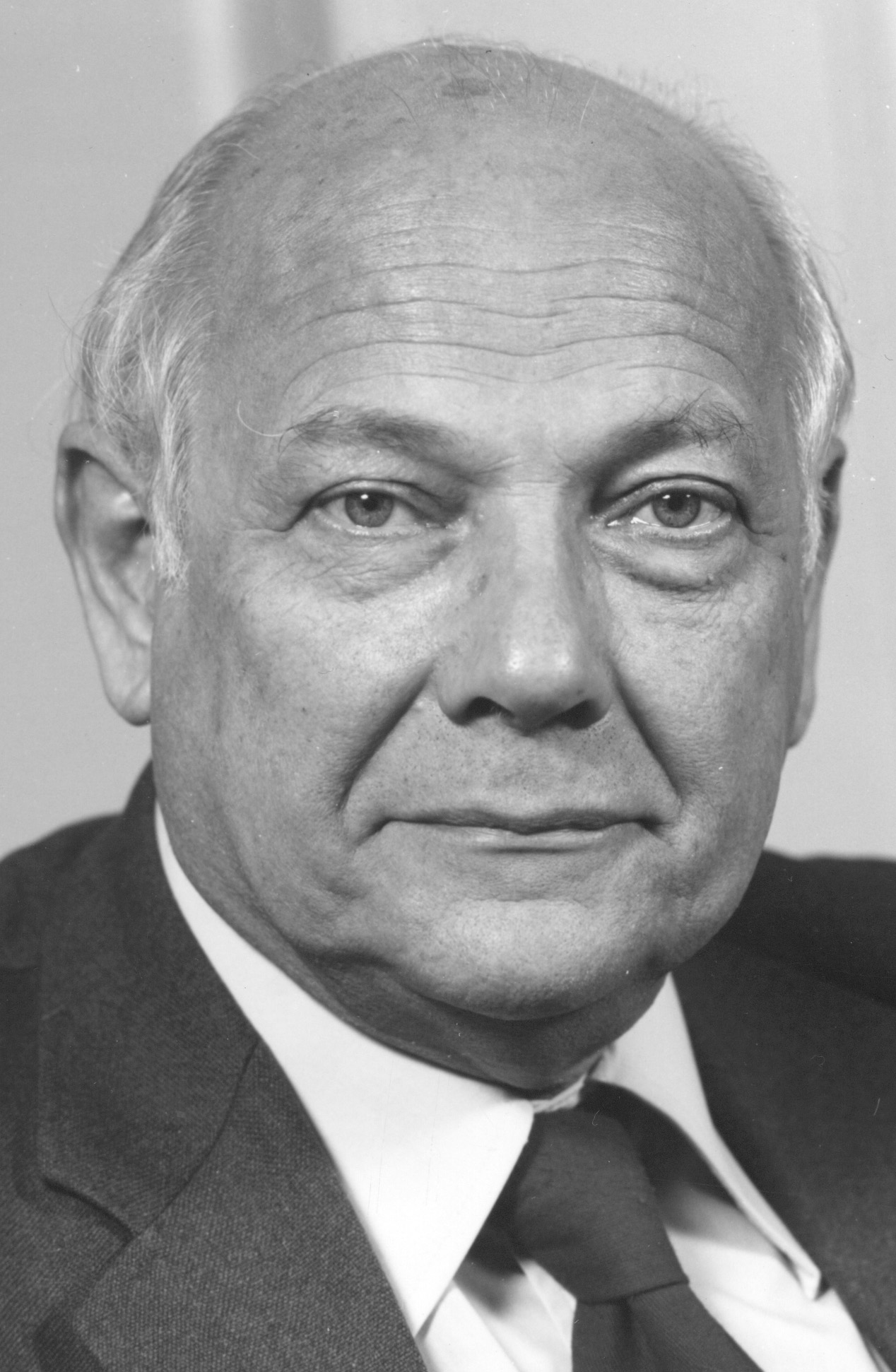
Joop den Uyl (Abbildung 1975) führte die Partei 20 Jahre lang

Wie bei anderen niederländischen Parteien ist die Position des politischen Leiters (partijleider) von der des Vorsitzenden (voorzitter) getrennt, letzterer ist eher für die interne Verwaltung der Parteiorganisation verantwortlich. Der partijleider ist der Spitzenkandidat (lijsttrekker) der Partei bei Wahlen zur Zweiten Kammer des Parlaments, in Zeiten der Regierungsbeteiligung der PvdA oft ein hochrangiges Regierungsmitglied (Ministerpräsident oder Vizepremier) und in Oppositionszeiten in der Regel der Fraktionsvorsitzende in der Zweiten Kammer.
Partijleiders
- 1946–1958: Willem Drees (Sozialminister und Vizepremier 1945–1948; Ministerpräsident 1948–1958)
- 1958–1962: Jaap Burger (Fraktionsvorsitzender 1952–1962)
- 1962–1966: Anne Vondeling (Fraktionsvorsitzender 1962–1965; Finanzminister und Vizepremier 1965–66)
- 1966–1986: Joop den Uyl (Ministerpräsident 1973–1977; Arbeits- und Sozialminister sowie Vizepremier 1981–82; davor und danach Fraktionsvorsitzender)
- 1986–2001: Wim Kok (Fraktionsvorsitzender 1986–1989; Finanzminister und Vizepremier 1989–1994; Ministerpräsident 1994–2002)
- 2001–2002: Ad Melkert (Fraktionsvorsitzender 1998–2002)
- 2002–2010: Wouter Bos (Fraktionsvorsitzender 2002–2007; Finanzminister und Vizepremier 2007–2010)
- 2010–2012: Job Cohen (Fraktionsvorsitzender 2010–2012)
- 2012–2016: Diederik Samsom (Fraktionsvorsitzender 2012–2016)
- 2016–2021: Lodewijk Asscher (Arbeits- und Sozialminister sowie Vizepremier 2012–2017; Fraktionsvorsitzender 2017–2021)
- 2021–2022: Lilianne Ploumen (Fraktionsvorsitzende 2021–2022)
- 2022–2023: Attje Kuiken (Fraktionsvorsitzende 2022–2023)
- seit 2023: Frans Timmermans (Fraktionsvorsitzender von GroenLinks-PvdA seit 2023)

Partijvoorzitters
- 1946–1955: Koos Vorrink
- 1953–1955: Hein Vos
- 1955–1960: Evert Vermeer
- 1960–1961: Hein Vos
- 1961–1965: Ko Suurhoff
- 1965–1969: Sjeng Tans
- 1969–1971: Anne Vondeling
- 1971–1974: André van der Louw
- 1974–1979: Ien van den Heuvel
- 1979–1986: Max van den Berg
- 1986–1987: Stan Poppe
- 1987–1991: Marjanne Sint
- 1991–1992: Frits Castricum
- 1992–1997: Felix Rottenberg und Ruud Vreeman als Ko-Vorsitzende
- 1997–1998: Karin Adelmund
- 1998–1999: Ruud Vreeman
- 1999–2000: Marijke van Hees
- 2000–2001: Mariëtte Hamer
- 2001–2005: Ruud Koole
- 2005–2007: Michiel van Hulten
- 2007: Ruud Koole
- 2007–2012: Lilianne Ploumen
- 2012–2017: Hans Spekman
- 2017–2021: Nelleke Vedelaar
- seit 2021: Esther-Mirjam Sent

## Regierungsbeteiligungen
Die PvdA hat dreimal den Ministerpräsidenten gestellt:
- 1948–1958 Willem Drees, 1948–52 KVP-PvdA–CHU–VVD, 1952–58 PvdA–KVP-ARP-CHU
- 1973–1977 Joop den Uyl, PvdA–KVP-ARP-PPR-D66
- 1994–2002 Wim Kok, PvdA–VVD-D66

Als Juniorpartner war sie zudem mehrmals an Koalitionen beteiligt:
- 1945–1946 KVP-SDAP-ARP-VDB
- 1946–1948 KVP-PvdA
- 1965–1966 KVP-PvdA-ARP
- 1981–1982 CDA-PvdA-D66
- 1989–1994 CDA-PvdA
- 2007–2010 CDA-PvdA-CU
- 2012–2017 VVD-PvdA

## Wahlergebnisse und Wählerschaft

### Wählerschaft

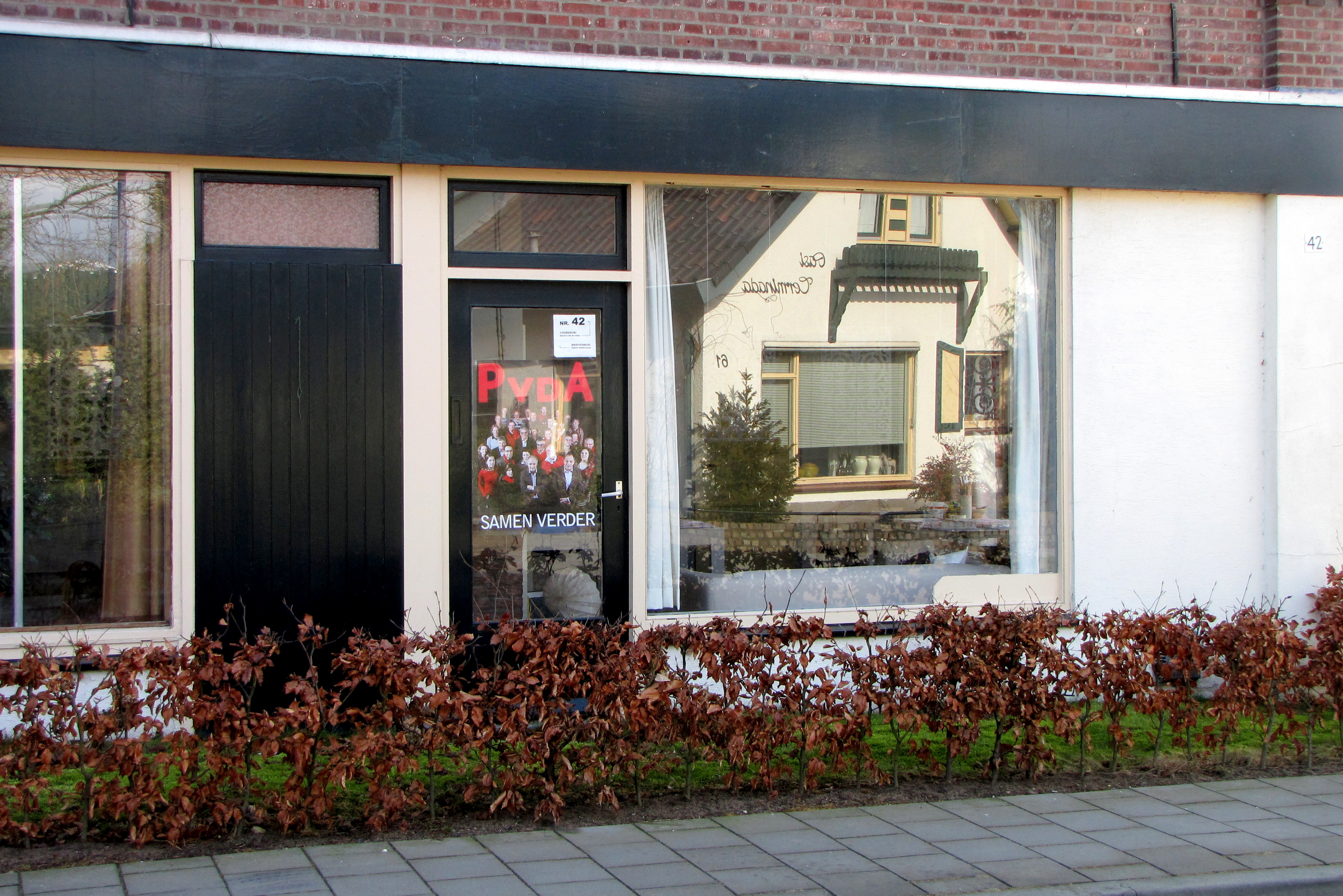
PvdA-Plakat in einem Haus in Silvolde (Kommunalwahl März 2010)

Obgleich die Bindung der Wähler zu politischen Bewegungen immer schwächer wird und die niederländische Politik oftmals gewaltige Wählerwanderungen von einer Partei zur anderen zu verzeichnen hat, lässt sich doch festhalten, dass die Anhängerschaft der PvdA besonders unter sozial Schwachen, Arbeitern, Einwanderern und der unteren Mittelschicht zu finden ist. In großen Städten (beispielsweise Amsterdam oder Rotterdam) fährt sie ihre besten Ergebnisse ein. In Noord-Brabant sowie Limburg hat sie weit weniger Befürworter.

### Wahlergebnisse
| Wahl                  | Stimmen (%) | Mandate               |
| --------------------- | ----------- | --------------------- |
| 1946                  | 28,3        | 29 / 100              |
| 1948                  | 25,6        | 27 / 100              |
| 1952                  | 28,9        | 30 / 100              |
| 1956                  | 32,6        | 50 / 150              |
| 1959                  | 30,3        | 48 / 150              |
| 1963                  | 28,0        | 43 / 150              |
| 1967                  | 23,5        | 37 / 150              |
| 1971                  | 24,5        | 39 / 150              |
| 1972                  | 27,3        | 43 / 150              |
| 1977                  | 33,8        | 53 / 150              |
| 1981                  | 28,2        | 44 / 150              |
| 1982                  | 30,4        | 47 / 150              |
| 1986                  | 33,3        | 52 / 150              |
| 1989                  | 31,9        | 49 / 150              |
| 1994                  | 23,9        | 37 / 150              |
| 1998                  | 29,0        | 45 / 150              |
| 2002                  | 15,1        | 23 / 150              |
| 2003                  | 27,3        | 42 / 150              |
| 2006                  | 21,2        | 33 / 150              |
| 2010                  | 19,6        | 30 / 150              |
| 2012                  | 24,8        | 38 / 150              |
| 2017                  | 5,7         | 9 / 150               |
| 2021                  | 5,7         | 9 / 150               |
| 2023 1                | 15,7        | 12 / 150 von 25 / 150 |
| 1 als GroenLinks-PvdA |             |                       |

| Wahl                                                                         | Stimmen (%) | Mandate           |
| ---------------------------------------------------------------------------- | ----------- | ----------------- |
| 1979                                                                         | 30,4        | 9 / 25            |
| 1984                                                                         | 33,7        | 9 / 25            |
| 1989                                                                         | 30,7        | 8 / 25            |
| 1994                                                                         | 22,9        | 8 / 31            |
| 1999                                                                         | 20,1        | 6 / 31            |
| 2004                                                                         | 23,6        | 7 / 27            |
| 2009 1                                                                       | 12,1        | 3 / 25            |
| 2014                                                                         | 9,4         | 3 / 26            |
| 2019 2                                                                       | 19,0        | 6 / 26            |
| 2024 3                                                                       | 21,1        | 4 / 31 von 8 / 31 |
| 1 Mandate (seit 2011): 3/26 2 Mandate (seit 2020): 6/293 als GroenLinks-PvdA |             |                   |